# Квадро (футбольний клуб)
«Квадро» — футбольний клуб з міста Златопіль, який знаходиться у центрі Харківської області. Створений 2008 року. Учасник чемпіонату України серед аматорів у сезоні 2016/2017. Домашні матчі проводить на стадіоні «Хімік», який вміщує приблизно 400 глядачів.

## Історія
Команда була заснована у 2008 році у місті Первомайський (нині Златопіль). Перші роки виступала у місцевих змаганнях. У сезоні 2014 року «Квадро» посів 6 місце у групі Б Вищої ліги чемпіонату Харківської області. Кращим бомбардиром став Н. Дяченко, який забив 9 голів у ворота суперників. Також у 2014 році «Квадро» виграв вперше Чемпіонат міста Первомайський, випередивши клуби «Медік» та «Спарта». 
У 2015 році у Зимовій першості Харківської області «Квадро» посів 4 місце у групі А. У семи матчах первомайці заробили 11 очок і лише одного разу програли. У Вищий лізі чемпіонату Харківської області команда знову посіла 6 місце у груповому етапі. В актив колективу можна занести друге поспіль чемпіонство на першість міста Первомайський.
У 2016 році «Квадро» вперше в історії стає призером Вищої ліги чемпіонату Харківської області, посівши 3 місце. У 20 матчах команда набрала 37 очок. Кращим бомбардиром команди став Садам Гусєїнов з 15 голами. Також команда зберегла титул чемпіона свого міста, випередивши ФК «Медік».
На сезон 2016/17 керівництво клубу вирішило заявити команду у Чемпіонат України серед аматорів та Кубок України серед аматорів. У аматорському кубку команда вилетіла в 1/16 фіналу від команди «Таврія-Скіф» із Запорізької області. У Чемпіонаті України серед аматорів першим суперником став «Інгулець-3». Матч закінчився з рахунком 2:2. Першу перемогу у цій лізі первомайці здобули вже наступного туру, перегравши вдома «МФК Житомир» 2:0. Навесні «Квадро» знявся з аматорського чемпіонату, не догравши два останні тури. У підсумку команда посіла 7 місце у цьому турнірі, набравши 24 пункти.
На початку 2017 року у рамках підготовки до основної частини сезону Квадро зайняв друге місце у Зимовій першості Харкова (Ліга КФК), програвши лише по пенальті в фіналі харківській команді «Металіст Юніор». Також клуб взяв участь у Кубку Придніпров'я, але вибув зі змагання на груповому етапі. У Зимовому Чемпіонаті Харківської області 2017 року первомайці посіли 4 місце, поступившись у півфіналі кегичівському «Статусу», а у матчі за третє місце програвши харківському «Соллі Плюс». В актив сезону 2017 року команді можна занести другу поспіль бронзу у Чемпіонаті Харківської області, де в матчах за третє місце первомайці були кращі за «Енергетик» із Солоницівки.
У сезоні 2019 первомайці вперше в історії вийшли до фіналу Зимового Чемпіонату Харківської області, але 13 квітня на стадіоні "Динамо-Арена" поступились в фіналі турніру харківському "Універ-Динамо", здобувши срібло.

## Досягнення
Вища ліга чемпіонату Харківської області:
- 3 місце (2): 2016, 2017.

Кубок Харківської області:
- Півфіналіст (1): 2016.

Зимовий Чемпіонат Харківської області:
- Віце-чемпіон (1): 2019.

Чемпіонат міста Первомайський:
- Чемпіон (3): 2014, 2015, 2016.

Зимова першість Харкова (Ліга КФК):
- Віце-чемпіон (1): 2017.

## Склад команди
Станом на 22 серпня 2016:
| №  | Поз. | Нац.    | Гравець             |
| -- | ---- | ------- | ------------------- |
| 18 | ВР   | Україна | Максим Тельнов      |
| 14 | ЗХ   | Україна | Владислав Процюк    |
| 5  | ПЗ   | Україна | Роман Бондаренко    |
| 6  | ПЗ   | Україна | Саддам Гусейнов     |
| 9  | ПЗ   | Україна | Владислав Ємельянов |
| 10 | ПЗ   | Україна | Олег Кононихін      |
| 2  | НП   | Україна | Микола Басов        |
| 16 | НП   | Україна | Денис Скотаренко    |
| 17 | НП   | Україна | Павло Тарануха      |
| 19 | НП   | Україна | Олег Федосов        |
| 1  |      | Україна | Руслан Андреасян    |

| №  | Поз. | Нац.    | Гравець           |
| -- | ---- | ------- | ----------------- |
| 3  |      | Україна | Андрій Безсалов   |
| 4  |      | Україна | Анатолій Бондар   |
| 7  |      | Україна | Валерій Деркачов  |
| 8  |      | Україна | Ігор Дудка        |
| 11 |      | Україна | Дмитро Кошарний   |
| 12 |      | Україна | Олександр Олешко  |
| 13 |      | Україна | Юрій Пєсков       |
| 15 |      | Україна | Дмитро Радін      |
| 20 |      | Україна | Олександр Храбров |
| 21 |      | Україна | Микита Шатохін    |